# Diaphus thiollierei
Diaphus thiollierei är en fiskart som beskrevs av Fowler, 1934. Diaphus thiollierei ingår i släktet Diaphus och familjen prickfiskar. Inga underarter finns listade i Catalogue of Life.